# Паньків Іван Микитович
Іван Микитович Паньків (псевдо: «Явір») (1912, с. Верин, Миколаївський район, Львівська область  — 4 травня 1950 біля с. Ілів, Миколаївський район, Львівська область)  — поручник УПА, командир сотні в ТВ-14 «Асфальт», кур'єр ЗЧ ОУН.
Лицар Золотого Хреста Бойової Заслуги 1-го кл. та Срібного Хреста Бойової Заслуги 1-го класу

## Життєпис
Народився 1912 року у селі Верин (тепер Миколаївський район, Львівська область).
Активний член ОУН з початку 1930-х років. Засуджений 15 березня 1936 року в Стрию за участь у «Веринській справі» до 8 років ув'язнення. Вийшов на волю у вересні 1939.
Командир чоти у батальйоні «Нахтігаль», а згодом служить у 201 батальйоні Шуцманшафт.
В УПА з 1943 року, командир сотні «Явора» на Миколаївщині.
У 1946 старшина для доручень Головного Командування УПА.
Пройшов кур'єром із поштою від Романа Шухевича на Захід у 1948, а 5 вересня 1949 разом із Миколою Мельничином десантувався із американського літака «С-47» в околиці села Крупське в Миколаївському районі. Десант був успішний, однак була пошкоджена портативна радіостанція, які не було можливо відремонтувати. Кур'єри в скорому часі зустрілись із Головним командиром УПА та звітували усно і передали пошту і матеріали.
4 травня 1950 року загинув поблизу села Ілів разом із вісьмома своїми бойовими побратимами: Федівим Іваном «Іскра», Яримовичем Семеном «Сянько», Звоздою Федіром «Баша», Бринь Романом «Ромко», Борисовським Володимиром «Борисом», Піланом Михайлом «Осипом», Шухом Іваном «Вихрем» та невідомим стрільцем на псевдо «Кучер».

## Нагороди
- Згідно з Наказом Головного військового штабу УПА 1/45 від 25.04.1945 р. старший булавний УПА Іван Паньків — «Явір» нагороджений Срібним хрестом бойової заслуги УПА 1 класу.
- Згідно з Наказом Головного військового штабу УПА 3/49 від 15.10.1949 р. поручник УПА Іван Паньків — «Явір» нагороджений Золотим хрестом бойової заслуги УПА 1 класу.

## Вшанування пам'яті
- 24.09.2017 р. від імені Координаційної ради з вшанування пам'яті нагороджених Лицарів ОУН і УПА у м. Миколаїв Львівської обл. Золотий хрест бойової заслуги УПА 1 класу (№ 001) та Срібний хрест бойової заслуги УПА 1 класу (№ 001) передані Ярославу Лукомському, племіннику Івана Паньківа — «Явора».